# Götz von Mirbach
Erich Werner Siegfried Götz Freiherr von Mirbach[a] (12 de septiembre de 1915 - 6 de agosto de 1968) fue un marino alemán durante la Segunda Guerra MundiaI, condecorado con la Cruz de Caballero de la Cruz de Hierro y las hojas de roble para dicha Cruz.
Von Mirbach fue asignado a la 1ª flotilla de lanchas rápidas (Schnellbootflottille) para atacar el tráfico marítimo enemigo en el Canal de la Mancha, donde hundió un destructor británico y tres mercantes armados, entre otros. Su primo menor, el alférez de navío Emmerich von Mirbach, fue oficial de máquinas en el submarino U 595. Götz von Mirbach fue posteriormente ascendido a capitán de corbeta y fue comandante de la 9ª Schnellbootflottille.
Von Mirbach participó en los Juegos Olímpicos de verano de 1952 en Helsinki, Finlandia. Fue miembro del equipo alemán de veleros de seis metros, que terminó en la décima plaza.

## Condecoraciones
- Cruz de Hierro (1939)
  - de 2ª clase (30 de abril de 1940)[2][3]
  - de 1ª clase (28 de mayo de 1940)[2][3]
- Premio al Servicio (Dienstauszeichnung) de 4ª clase (5 de abril de 1939)[2]
- Cruz Alemana de oro el 10 de noviembre de 1942 como teniente de navío en la S-48 de la 4ª Schnellbootflottille[4]
- Cruz de Caballero de la Cruz de Hierro con hojas de roble
  - Cruz de Caballero el 14 de agosto de 1940 como alférez de navío y comandante de la S-21 en la 1ª Schnellbootflottille[5]
  - Hojas de roble el 14 de junio de 1944 (500ª concesión) como teniente de navío y jefe de la 9ª Schnellbootflottille[6]
- Insignia de Guerra de Lanchas Torpederas con diamantes (14 de junio de 1944)
- Mención en el Wehrmachtbericht el 28 de abril de 1944: Un grupo de lanchas rápidas alemanas bajo la dirección del capitán de corbeta Klug y del teniente de navío von Mirbach hundió en la madrugada del 28 de abril en la costa sur de Inglaterra tres barcos con un total de 9.100 TRB, y torpedearon otro de 200 TRB cuyo hundimiento se supone, y que formaban parte de un convoy protegido por destructores y buques de combate menores. Durante el combate fue torpedeado además un destructor, cuyo hundimiento no pudo ser observado a causa del fuego defensivo, aunque se da por seguro. Las unidades alemanas regresaron sin daños ni bajas a sus bases.[7]